# Politični sistem
Politični sistem je družbeni sistem politike in vladanja - tudi družbenopolitični sistem. Običajno se veže na pravni sistem neke države, ekonomski sistem, kulturni sistem ali na druge družbene sisteme. Politični sistem določa razmerja med zakonodajno, izvršilno in sodno oblastjo.